# Lulu & die Einhornfarm
Lulu & die Einhornfarm ist eine deutsche Punkband aus Berlin, die seit 2013 besteht. Es handelt sich um ein Nebenprojekt von Luise Fuckface, der Sängerin von The toten Crackhuren im Kofferraum (the TCHIK).

## Bandgeschichte
Luise Fuckface gründete Lulu & die Einhornfarm 2013 zusammen mit Gitarrist Marcel Felder, Bassist Thomas Echelmeyer und Schlagzeuger Örbrecht Rörbrecht. Im gleichen Jahr erschien das erste Video Ich bin so verliebt über YouTube. Außerdem folgte das Album Ihhh, hier riechts nach Lulu, das als zweite CD dem Album Mama ich blute von the TCHIK. beigelegt wurde. Die Gründungsmitglieder Philip Vesper und Fabian G. Knof sind Ende 2016/Anfang 2017 aus der Band ausgestiegen.
2016 erschien schließlich ihr eigentliches Debütalbum Ihr seid alle scheiße über Bakraufarfita Records. Dafür wurden auch sieben Songs von Ihhh, hier riechts nach Lulu zweitverwertet. Linus Volkmann wählte das Album zusammen mit Abays Everything’s Amazing and Nobody Is Happy zum „Record of the Week“ im Kaput-Mag. 2023 erscheint das neue Album "alles klärchen bärchen."

## Musikstil
Lulu & die Einhornfarm spielen harten deutschsprachigen Punkrock, der sich an ähnlichen Bands mit weiblichen Sängern wie Hans-A-Plast oder Östro 430 orientiert. Diese Bands standen auch textlich Pate, wobei hier auch die Neonbabies zu erwähnen wären. Dabei nimmt Luise Fuckface die Rolle einer „prollig angesoffenen Hartz-4-Braut“ ein. Textlich behandelt werden so Themen wie Alkohol, Sex und Liebe, wobei auch politische Songs auf dem Album vertreten sind, die sich unter anderem gegen Spießbürger und Nazis richten. Dazu kommen Riffs aus dem Bereich des Noise-Rocks, wie sie zum Beispiel Mudhoney, die Cosmic Psychos oder Lunachicks spielen.

## Diskografie
Alben
- 2013: Ihhh, hier riechts nach Lulu (CD-Beilage zum Album Mama ich blute von The toten Crackhuren im Kofferraum, Destiny Records)
- 2016: Ihr seid alle scheiße (Bakraufarfita Records)
- 2023: alles klärchen bärchen (Bakraufarfita Records)

Singles
- 2016: Wenn man morgens aufwacht (Download, Bakraufarfita Records)
- 2019: Gute Arbeit
- 2020: Gute Arbeit (Ausgangssperre-Remix)
- 2020: Lit
- 2020: Produkte
- 2022: im bus wird nicht gekackt
- 2022: keine kontrolle
- 2022: Ich bin so lustig, wenn ich betrunken bin
- 2022: überall bulln (feat. chris kotze)
- 2023: ich bin eine schlampe

Videos
- 2016: Deutschland du Opfer!
- 2016: Wenn man morgens aufwacht
- 2016: Ihr seid alle scheiße
- 2019: Gute Arbeit
- 2020: Lit
- 2020: Produkte
- 2022: im bus wird nicht gekackt
- 2022: keine kontrolle
- 2022: Ich bin so lustig, wenn ich betrunken bin
- 2022: überall bulln (feat. chris kotze)
- 2023: ich bin eine schlampe